# Plagiotaphrus sulcifer
Plagiotaphrus sulcifer är en mångfotingart som beskrevs av Carl Graf Attems 1914. Plagiotaphrus sulcifer ingår i släktet Plagiotaphrus och familjen Spirostreptidae. Inga underarter finns listade i Catalogue of Life.